# 義烏空港
義烏空港（ぎうくうこう、中国語: 义乌机场）は、中華人民共和国浙江省義烏市に位置する軍民共用空港。
義烏市中心部から5.5キロの距離にある。

## 歴史
1970年、海軍の訓練用飛行場として開設された。1988年に軍民共用化が決定、1991年4月にカテゴリ3C（小型機向けのカテゴリ）に分類される2,200mの滑走路を持つ空港として開港した。1993年に滑走路延長・舗装厚増加などの改修を行い、カテゴリ4C（中型機向けのカテゴリ）に再分類された。
2007年より暫定的に香港線の運用が行われていたが、2012年1月6日より国際線ターミナル設置計画が進行した。2013年10月の開業を目指してターミナルと共に3機分の航空貨物倉庫、新たな駐車場と連絡橋が建設され、既存施設の改築も行われることとなった。
国際空港としての開港は、2014年8月6日に承認された。

## 就航航空会社
- 中国南方航空
- 中国国際航空
- 天津航空
- 幸福航空
- 海南航空
- 華夏航空
- 九元航空
- 深圳東海航空
- 北部湾航空
- スカイアンコール航空
- 香港エクスプレス (2025年5月29日より就航予定)